# キリスト騎士団
キリスト騎士団（キリストきしだん、ポルトガル語: Ordem Militar de Cristo）は、ローマ教皇の命令により1312年に廃止されたポルトガルのテンプル騎士団に相当する勲位である。以前は主イエス・キリスト王立騎士団（Real Ordem dos Cavaleiros de Nosso Senhor Jesus Cristo）であった。カトリック教会の影響下にあった他の主権国家ではテンプル騎士団に対して追及と裁判が行われたが、これを拒んだポルトガル王ディニス1世の保護を受けて1318年に創設された。
フランス王フィリップ4世からの強い圧力のもと、教皇クレメンス5世はフランスをはじめとする欧州のほとんどでテンプル騎士団を異端の罪によって廃止したが、ポルトガル王ディニス1世はいかなる勲位であっても王がその資産を没収するのではなく、該当する勲位がそれらを継承すべきと考え、主にトマールのテンプル騎士団がレコンキスタと戦後のポルトガル復興に尽力したことから同騎士団をキリスト騎士団として再構成した。ディニス1世は新たな騎士団の承認と、その騎士団がテンプル騎士団の資産と財産を継承する権利について教皇クレメンスの後継者ヨハネス22世と交渉した。

## 歴史
騎士団の起源は1118年頃に創設されたテンプル騎士団に遡る。フランス王によって迫害されたテンプル騎士団は1312年、最終的に教皇の命により解散させられた。しかし、ヨーロッパ全土における迫害にもかかわらず無罪が証明されたポルトガル騎士団のため、1317年、ポルトガル王ディニス1世はキリスト騎士団を創設した。大航海時代、ポルトガルの騎士団は莫大な富と地位を得た。
1789年、ポルトガル女王マリア1世は騎士団を世俗化した。1910年、ポルトガル王国の消滅に伴い騎士団は廃止されたが、1917年に復活されてポルトガル大統領が騎士団のグランドマスターとなった。現在、キリスト騎士団はアヴィス騎士団、聖ヤコブ帯剣騎士団とともに「古き騎士団」を構成し、グランドマスターである大統領を補佐するために大統領が指名する長官および8人の評議員の管理下に置かれている。騎士団勲章は、その名称にかかわらず、議会、政府、外交、裁判所、国家機関あるいは行政府にて共和国に対する卓越した貢献を行ったポルトガルまたは外国の市民および軍人に贈られる。

## 階級および章
今日、ポルトガル政府によって授与されるキリスト騎士団勲章は、5階級からなる。
- 大十字 (GCC)。右肩の大綬に章（バッジ）を、右胸に金の騎士団星章を付ける。
- 上級士官 (GOC)。首飾り（ネックレット）にバッジを、左胸に金の星章を付ける。
- 司令官 (ComC)。ネックレットにバッジを、左胸に銀の星章を付ける。
- 士官 (OC)。小綬（リボン）にバッジを、左胸に小綬章（ロゼット）を付ける。
- 騎士 (CavC) あるいは女騎士 (DamC)。 左胸の無地のリボンにバッジを付ける。

### 記章
- 騎士団の「章」（バッジ）は、騎士団のエンブレムと似ているが下の腕がより長い、絵付けされた金めっき十字である。王政の間は、市民と軍人でバッジが分かれていた。市民騎士は上部にキリストの聖心がある現在と同様のバッジを身に付けていた。軍人騎士は全く異なる記章であり、金めっきの白色で絵付けされたマルタ十字と十字の腕の間に絵付けされた楕円形の盾（それぞれポルトガルの国章から赤色の縁を消したものと似たデザイン）、それらを全て囲むヤシのリースからなっていた。中央の円盤は白色で絵付けされ、バッジの頂点には金めっきの王冠によって飾られていた[3]。
- 星章は22本の非対称的な光線を持つ。大十字および上級士官のものは金めっき、司令官のものは銀めっきである。中央の円盤は白色で絵付けされ、現在のバッジのミニチュアが置かれている。王政の間は、キリストの聖心が星の頂点に置かれていた[3]。
- リボンは無地の赤色である[3]。

### 長方形略綬
| 大十字 | 上級士官 | 司令官 | 士官 | 騎士 |

## キリスト騎士団と関連する人物

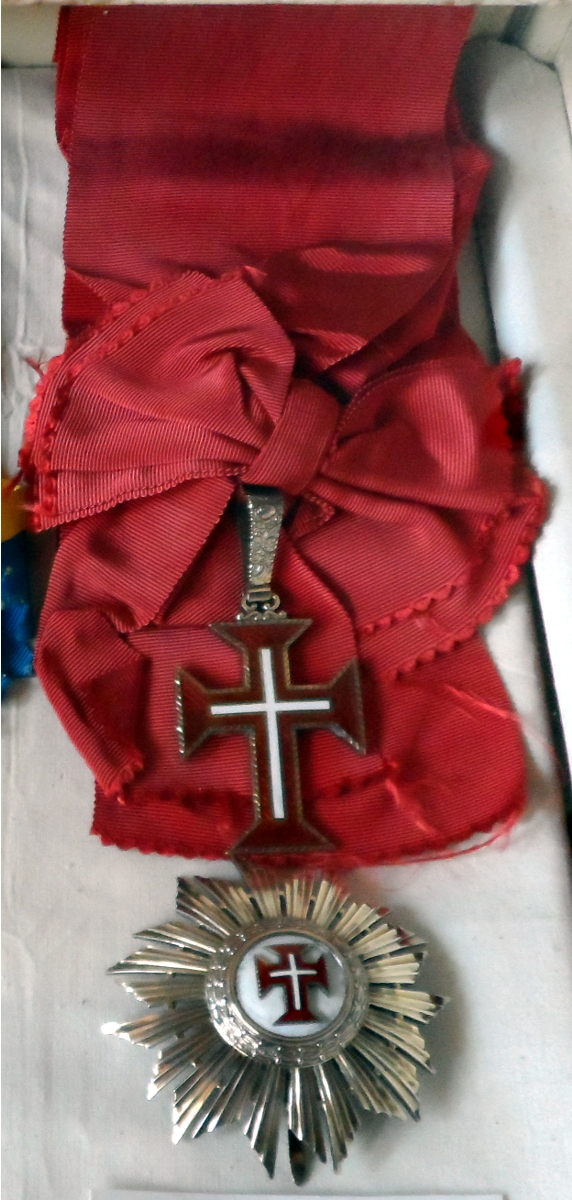
キリスト騎士団の大十字の星章および小綬

- ヴァスコ・ダ・ガマ
- ペドロ・アルヴァレス・カブラル
- エンリケ航海王子
- ジョアン・ゴンサルヴェス・ザルコ
- ゴンサロ・ヴェーリョ・カブラル
- バルトロメウ・ディアス
- ベアトリス公爵夫人
- マヌエル1世（グランドマスター）
- フランシスコ・デ・アルメイダ
- ミゲル・コルテ＝レアル
- ガスパル・コルテ＝レアル
- マルティン・アフォンソ・ジ・ソウザ
- ジョアン・ジ・カストロ
- クリストヴァン・ダ・ガマ
- ジャコメ・ラットン
- トメ・ジ・ソウザ
- フェルディナンド・マゼラン
- ペドロ・テイシェイラ
- アルシャンドル・ロドリゲス・フェレイラ

## キリスト騎士団の関連する場所
- トマールのキリスト教修道院
- ベレンの塔
- アルモウロル城
- サグレス

## 記章にキリスト騎士団の十字架を用いている組織
- ブラジルサッカー連盟
- ポルトガル空軍
- ポルトガルサッカー連盟